# Justyna Kasprzycka
Justyna Kasprzycka (* 20. August 1987 in Głubczyce) ist eine ehemalige polnische Leichtathletin, die sich auf den Hochsprung spezialisiert hatte.

## Sportliche Laufbahn
Bei den U23-Europameisterschaften 2007 in Debrecen und 2009 in Kaunas belegte Kasprzycka im Hochsprung jeweils den neunten Platz. 2013 wurde sie polnische Meisterin sowie Achte bei der Universiade in Kasan und Sechste bei den Weltmeisterschaften in Moskau. Außerdem gewann sie bei den Jeux de la Francophonie in Nizza die Silbermedaille hinter der Französin Melanie Melfort. Bei den Hallenweltmeisterschaften 2014 im polnischen Sopot belegte sie den vierten Rang. Ende Mai stellte sie als Zweitplatzierte beim Prefontaine Classic in Eugene mit einer übersprungenen Höhe von 1,99 m den polnischen Freiluftrekord von Kamila Lićwinko ein. Bei den Europameisterschaften in Zürich wurde sie Vierte. 2015 belegte sie bei den Halleneuropameisterschaften in Prag den sechsten Platz. Wegen einer Achillessehnenverletzung im Sommer verpasste sie die Teilnahme an den Weltmeisterschaften in Peking.
Nach ihrer Rückkehr in den Wettkampfbetrieb 2017 konnte Kasprzycka nie wieder an ihre alten Leistungen anknüpfen und sprang nicht mehr höher als 1,75 m. Im September 2019 beendete sie daher ihre leistungssportliche Karriere.

## Bestleistungen
- Hochsprung: 1,99 m, 31. Mai 2014, Eugene
  - Halle: 1,97 m, 8. März 2014, Sopot